# Apiales
De Apiales zijn een orde van bloeiende planten. De naam is gevormd uit de familienaam Apiaceae. Een orde onder deze naam wordt zo af en toe erkend door systemen voor plantentaxonomie.
Volgens het APG II-systeem (2003) is de indeling van de orde als volgt:
- orde Apiales
  - familie Apiaceae (schermbloemenfamilie)
  - familie Araliaceae (klimopfamilie)
  - familie Aralidiaceae
  - familie Griseliniaceae
  - familie Mackinlayaceae
  - familie Melanophyllaceae
  - familie Myodocarpaceae
  - familie Pennantiaceae
  - familie Pittosporaceae
  - familie Torricelliaceae

Dit is een beperkte wijziging ten opzichte van de samenstelling in het APG-systeem (1998), die als volgt was:
- orde Apiales
  - familie Apiaceae
  - familie Araliaceae
  - familie Aralidiaceae
  - familie Griseliniaceae
  - familie Melanophyllaceae
  - familie Pittosporaceae
  - familie Torricelliaceae

In het Cronquist-systeem (1981) was de samenstelling
- orde Apiales
  - familie Apiaceae (schermbloemenfamilie)
  - familie Araliaceae (klimopfamilie)

Bij Cronquist waren de Pittosporaceae opgenomen in de Rosales. De overige planten maakten deel uit van de kornoeljefamilie (Cornaceae), behalve Pennantia dat in de familie Icacinaceae was ingedeeld.